# Josef Sinzinger
Josef Sinzinger – zachodnioniemiecki żużlowiec, występujący na długim torze i na trawie.

## Życiorys
W latach 1960–1967 trzykrotny finalista indywidualnych mistrzostw Europy na długim torze; brązowy medalista tych rozgrywek (Plattling 1960). Zwycięzca niemieckich rozgrywek o Złoty Kask na długim torze (1960). Czterokrotny zwycięzca międzynarodowych zawodów na torze trawiastym w Schwarme (1957, 1958, 1961, 1962).